# Međugorje
Međugorje is een bergdorp in het zuiden van Bosnië en Herzegovina. Het werd bekend door een reeks verschijningen van Maria die er sinds 1981 zouden plaatsvinden. Het is sindsdien een bedevaartsoord geworden. De Rooms-Katholieke Kerk heeft kerkelijke bedevaarten naar Medjugorje vanaf 2019 toegestaan, met de opmerking dat dit geen erkenning van de verschijningen inhoudt. Sinds het begin van de verschijningen hebben meer dan 25 miljoen bedevaarders Međugorje bezocht. Met meer dan 1 miljoen bezoekers per jaar is Međugorje het grootste rooms-katholieke bedevaartsoord in Zuidoost-Europa.

## Geschiedenis
De beweerde verschijningen in Međugorje, het aantal wordt sinds het begin in 1981 op 35.000 geschat, zijn onderwerp van Romeinse controverses geworden.
In 2006 wilde paus Benedictus XVI de vermeende verschijningsplaats in het zuiden van de Bosnische regio Herzegovina niet als officieel katholiek bedevaartsoord erkennen. Dat verklaarde de bisschop van Mostar-Duvno, Ratko Peric, in het Kroatische dagblad Jutarnji list. Op de directe vraag naar de erkenning van de Mariaverschijningen in Međugorje zou de paus slechts 'verwonderd hebben gelachen', aldus de bisschop, die een onderhoud met Benedictus XVI had. "Voor de Katholieke Kerk geldt, dat er geen bewijzen bestaan dat de verschijningen in Međugorje bovennatuurlijk zijn", aldus Peric. Daarom is het volgens hem geen erkende bedevaartsplaats, en zijn er ook geen officiële bedevaarten toegestaan.
Op 26 juni 2006 berichtte de redactie van CNS dat er een nieuw kerkelijk onderzoek naar de vermeende Mariaverschijningen zou komen. Ditmaal kwam het nieuws van kardinaal Vinko Puljic van Sarajevo.
Twee jaar later, op 4 september 2008, werd door de bisschop van Mostar-Duvno meegedeeld dat de franciscaan Tomislav Vlašić, een van de promotors van de Mariaverschijningen, door de Congregatie voor de Geloofsleer was geschorst. Vlašić had enige tijd daarvoor met het bedevaartsoord gebroken en was een eigen religieuze gemeenschap begonnen. Het Vaticaan motiveerde de schorsing vanwege "flagrante schending van de kerkelijke discipline" en op "verdenking van ketterij en schisma, alsmede scandaleus gedrag contra sextum [tegen het kuisheidsgebod – red.], verergerd door mystieke motivaties".
Op 9 januari 2009 kondigde papanews.it aan dat de Vaticaanse Congregatie voor de Geloofsleer op korte termijn een document met nieuwe en stringentere richtlijnen voor diocesane onderzoeken naar de authenticiteit van beweerde Mariaverschijningen zal publiceren.
Op 17 maart 2010 maakt het Vaticaan officieel de oprichting van een nieuwe Internationale Commissie openbaar, die het fenomeen Međugorje zal onderzoeken. De Commissie zal worden voorgezeten door kardinaal Camillo Ruini. Bisschop Ratko Peric van Mostar, bevoegd voor Međugorje, wordt niet opgenomen in deze Commissie. Na drie eerder opgerichte commissies, legt het Vaticaan de resultaten ervan naast zich neer, en wil een eigen onderzoek starten, met een twintigtal deskundigen van over de hele wereld. Op 20 maart 2010 geeft de apostolische nuntius in Bosnië en Herzegovina, aartsbisschop Alessandro D'Errico, verdere informatie over de motivering van de paus voor de oprichting van de nieuwe Commissie.

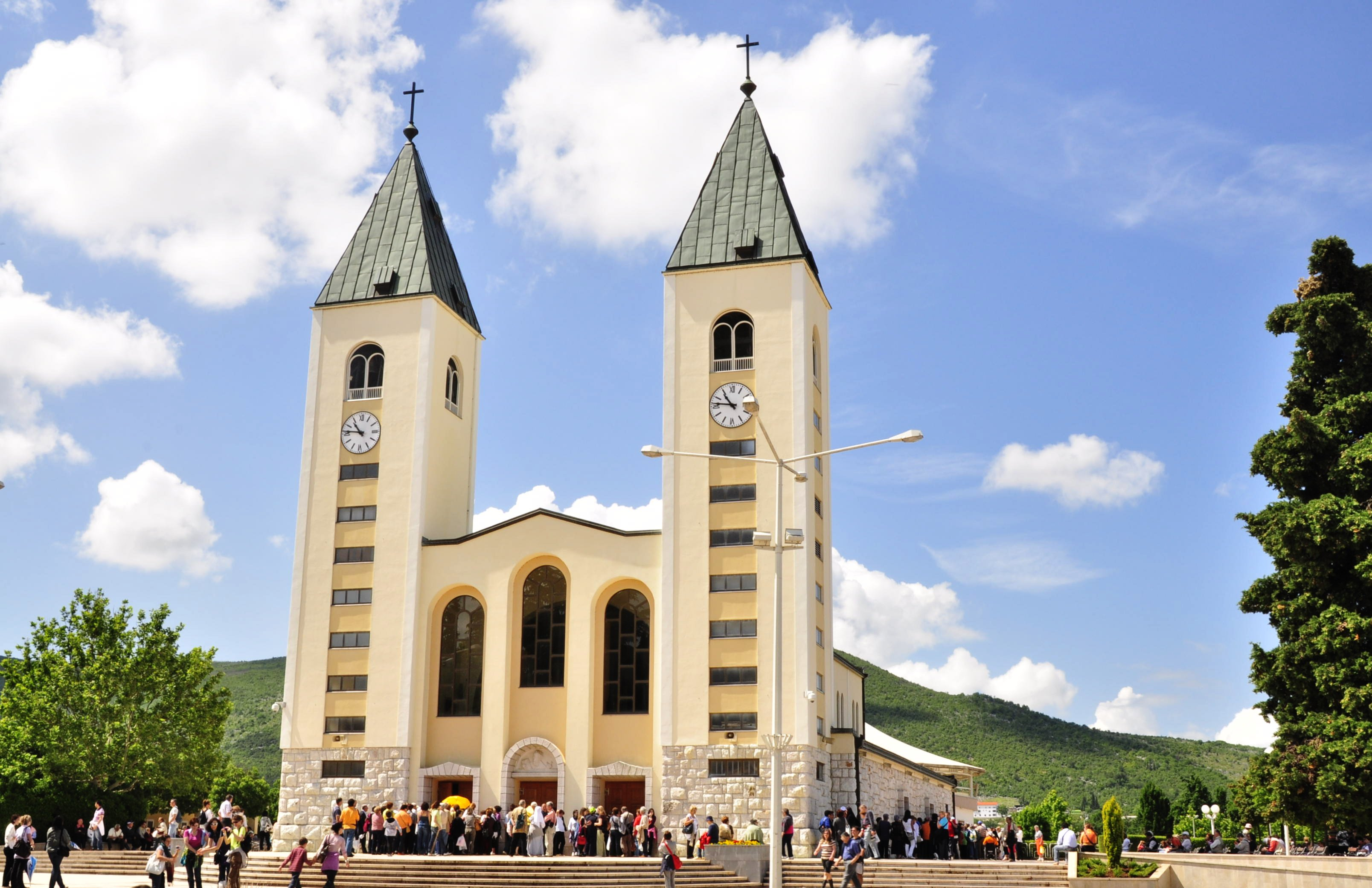
Sint-Jacobus de Meerderekerk

In 2014 beëindigt de commissie haar werk. In 2014 wordt een nieuwe snelweg van Split naar Medjugorje geopend. Ook in 2014 wint Marin Čilić, geboren in Medjugorje, het US Open tennistoernooi. In 2015 noemt Paus Franciscus in een pauselijke vliegreis van Sarajewo naar Rome het Ruini rapport "goed, erg goed". In 2017 benoemt de paus aartsbisschop Hoser van Warschau als speciale gezant van het Vaticaan voor Medjugorje, om de pastorale noden van de pelgrims te onderzoeken, niet om de verschijningen te onderzoeken. In mei 2017 blijkt het Ruini rapport positief over de eerste 7 dagen van de verschijningen te zijn en veel meer twijfels te hebben over de periode daarna tot nu. Mgr. Hoser heeft veel positieve uitspraken over de vruchten van Medjugorje gedaan.
Joachim Bouflet, een adviseur en postulator voor verscheidene zaken van heiligverklaring, zegt dat er van 1917-2017 wel elk jaar een nieuwe Mariaverschijning gemeld is, maar dat er een netto toename is sinds de verschijningen in Medjugorje. Op 31 mei 2018 benoemt het Vaticaan mgr. Hoser als Apostolisch Visitator van Medjugorje, voor een onbepaalde tijd en at nutum Sanctae Sedis (ter beschikking van de Heilige Stoel). Op 12 mei 2019 staat de Paus kerkelijke bedevaarten naar Medjugorje toe, met de opmerking dat de goedkeuring niet moet worden opgevat als een goedkeuring van de verschijningen.

Op 18 maart 2020 kondigde de Mariaverschijning aan dat er geen verschijningen op de 2e van de maand meer zouden volgen. Dat wil zeggen dat de verschijning op 2 maart 2020 de laatste verschijning op de 2e van de maand was. De boodschap toen was o.a.:
Apostelen van mijn liefde, het is de tijd van wake en van jullie vraag ik liefde, dat jullie niet oordelen - wie dan ook, omdat de hemelse Vader iedereen zal oordelen.
11 september 2020 opent Bosnië-Herzegovina haar grenzen voor alle buitenlanders met een negatieve PCR-test, niet ouder dan 48 uur. 11 juli 2020 wordt bekendgemaakt dat Mostar een nieuwe bisschop heeft, Petar Palic, als opvolger van Ratko Peric. Deze viert op 9 december 2020 de H.Mis in Medjugorje en maakt meteen duidelijk dat Medjugorje buiten zijn jurisdictie valt: "Mijn komst naar Medjugorje is de komst van een bisschop, een herder van de parochie, in het bisdom dat aan mij is toevertrouwd, ongeacht het feit dat deze parochie momenteel onder de jurisdictie van de Apostolische Visitator valt." Op vrijdag 13 augustus 2021 sterft Apostolisch Visitator mgr. Hoser.

## Geboren
- Ivan Dodig (1985), tennisser
- Marin Čilić (1988), tennisser